# Bill Laimbeer
William J. "Bill" Laimbeer, Jr. (Boston, Massachusetts, Estats Units, 19 de maig de 1957) és un entrenador professional nord-americà de bàsquet i antic jugador professional. La seva carrera va desenvolupar-se majoritàriament als Detroit Pistons. Conegut pel seu estil brusc i violent, comú en els Pistons dels 1980, on es van guanyar el malnom de “Bad Boys" (nois dolents).
La seva carrera com a entrenador a la WNBA a estat exitosa.